# Danuria
Genre
Danuria est un genre d'insectes de la famille des Deroplatyidae (ordre des Mantodea).

## Répartition
Les espèces de ce genre se rencontrent en zone afrotropicale.

## Description

### Diagnose
Ce genre s'apparente aux mantes mais avec une structure de la tête et des fémurs antérieurs distincte.
Le corps est très allongé, étroit et parallèle. 
La tête est munie de part et d'autre de la base d'yeux coniques tuberculeux.
Le thorax et l'abdomen sont très allongés. Les cerques sont arrondis.
Les élytres et les ailes sont entiers. Les ailes sont colorées et les élytres partiellement opaques.
Les pattes sont assez longues et fines avec les coxae antérieurs triangulaires et élargis vers le sommet.

### Description détaillée
Le corps, mince et subégal, est considérablement allongé. 
La tête est comprimée avec des yeux protubérants, allongés et ovés, atténués dorsalement. L'occiput au-dessus de chaque œil est produit en un lobe aigu auriculé net. La partie intermédiaire de l'occiput présente une marge troquée et porte sur sa face antérieure quatre tubercules divisés par des sillons. Le bouclier facial est transversal, obtus et angulé dorsalement. Les antennes du mâle sont allongées et moniliformes. Celles de la femelle sont courtes. 
Le pronotum est mince, subégal, avec une dilatation supra-coxale très légère. La marge antérieure est obliquement émarginée latéralement et tronquée médialement. Les marges latérales sont entièrement épineuses ou granuleuses. La carène médiane est distinctement mais peu marquée.
Les élytres et ailes sont très amples chez le mâle et atteignent presque l'apex de l'abdomen. Ils sont assez courts chez la femelle, ne couvrant qu'une très petite partie de l'abdomen.
L'abdomen est allongé. La plaque supra-anale du mâle est transversale et sub-bilobée. Les cerques du mâle sont cylindriques et émoussés.
Les membres sont minces et allongés. La paire antérieure est peu granuleuse et les paires médiane et postérieure sont fortement carénées et non lobées. Les coxae antérieures ne sont pas plus courts que la moitié de la  longueur du pronotum. Leur face postérieure est considérablement granuleuse. Leur expansion distale est nette, anguleuse avec sa marge serrato-dentéee et la constriction médiane prononcée. Les fémurs antérieurs dépassent les coxae en longueur. Ils sont minces et droits avec la partie distale qui porte quatre épines sur les bords externes et douze sur les bords internes. Les épines discoïdales sont au nombre de quatre. Les tibias antérieurs présentent sept ou huit épines à l'extérieur et onze ou douze à l'intérieur. L'articulation proximale des tarses fait plus de la moitié de la longueur des articulations rémittentes réunies. Les membres médians et postérieurs sont non lobés. La partie distale de la carène postérieure des fémurs médians arbore ou non une légère expansion dentée.
Certains auteurs divisent ce genre en deux sous-genres : Danuria (Danuria) et Danuria (Danuriodes),.

### Sous-genreDanuria (Danuria)
Ce sous-genre comprend les espèces les plus graciles dont la métazone du pronotum n'est pas moins de trois fois plus long que la prozone. Le lobe apical interne antérieur des coxae antérieures est abrégé et tronqué à l'apex.

La dilatation apicale en forme de palette de la marge antérieure des coxae prothoraciques est étroite et de 1,6 à 2,6 fois plus longue que la largeur maximale des coxa mesurée dans la région dilatée. L'appareil copulatoire mâle présente une apophyse phalloïde pourvue de deux processus distincts et une lamelle dorsale du phallomère gauche dépourvue de zone villositaire.

### Sous-genreDanuria (Danuriodes)
Ce sous-genre comprend les espèces plus robustes et trapues avec un pronotum proportionnellement plus court et une métazone 2,5 fois plus long que la prozone ou légèrement plus long. Le lobe apical antérieur interne des coxae prothoraciques est non raccourci et arrondi à l'apex. La dilatation apicale en forme de pagaie de la marge antérieure des coxae est plus courte et plus large. Sa longueur est de 1,1 à 1,5 fois la largeur maximale des coxae mesurée dans la région dilatée. L'appareil copulatoire mâle présente une apophyse phalloïde pourvue d'un seul processus spiniforme et une lamelle dorsale du phallomère gauche pourvue d'une zone villositaire.

## Systématique
Le genre Danuria a été nommé et décrit en 1856 par l'entomologiste suédois Carl Stål avec pour espèce type Danuria thunbergi.

### Publication originale
- (la) C. Stål, « Orthoptera cursoria och Locustina från Cafferlandet », Öfversigt af Kongl. Vetenskaps-Akademiens Forhandlingar, Stockholm, vol. 13,‎ 1856, p. 169-170 (ISSN 1100-4622, lire en ligne, consulté le 8 novembre 2024).

### Liste des espèces
Selon GBIF (8 novembre 2024) :
- Sous-genre Danuria (Danuria) Stål, 1856[1]
  - Danuria angusticollis Beier, 1931
  - Danuria buchholzi Gerstaecker, 1883
  - Danuria contorta Sjostedt, 1912
  - Danuria fusca Giglio-Tos, 1914
  - Danuria gracilis Schulthess-Schindler, 1899
  - Danuria impannosa Karsch, 1889
  - Danuria obscuripennis Chopard, 1914
  - Danuria sublineata Werner, 1929
  - Danuria thunbergi Stål, 1856
- Sous-genre Danuria (Danuriodes) Giglio-Tos, 1907[1]
  - Danuria affinis Giglio-Tos, 1914
  - Danuria barbozae Bolivar, 1889
  - Danuria congica Giglio-Tos, 1917
  - Danuria kilimandjarica Sjostedt, 1909
  - Danuria serratodentata Karsch, 1889